# Didier (film)
Didier è un film del 1997, diretto da Alain Chabat.

## Trama
Un'amica in partenza per il Brasile, lascia Didier, il proprio cane, all'amico Jean-Pierre. Che accetta, controvoglia, l'incarico. Portato il cane a casa, lo lascia a dormire in soggiorno.
Di notte, una luna magica compie il sortilegio di rendere Didier umano: la mattina, sul divano, un giovanotto tutto nudo guaisce e geme nel sonno. Jean-Pierre, a vedere lo sconosciuto che gli gira per casa, lo sbatte fuori. Poi si mette a cercare il cane sparito. Il povero Didier si mette a raspare, come un qualunque cane che voglia rientrare a casa. Jean-Pierre si rende conto di quello che è avvenuto e che l'uomo spaventato e confuso che ha ora di nuovo davanti è proprio il cane che gli è stato affidato.
Anche se ha assunto un aspetto umano, Didier continua a comportarsi da cane: obbedisce agli ordini, saltella in giro anarchico e squinternato e, quando incontra uno sconosciuto, gli annusa subito i genitali e il sedere. Jean-Pierre gli ordina pertanto di astenersi dall'annusare chiunque. Quando lo porta ai giardinetti, scopre che Didier è un portento come calciatore. Preso un pallone, nessuno riesce a toglierglielo dai piedi. Jean-Pierre, il cui lavoro sarebbe quello del procuratore sportivo (anche se con scarsissimo successo), decide di dare una virata alla sua carriera presentando Didier come una promessa del calcio: "È un giovane alle prime armi, su cui c'è molto da lavorare, ma è sicuramente un futuro campione". I responsabili della squadra cui lo presenta sono diffidenti a causa delle fregature che hanno dovuto subire in precedenza da Jean-Pierre. Ma restano colpiti dalle innegabili doti calcistiche del giovanotto che si trovano a dover giudicare e decidono di dare ancora una possibilità al suo supposto manager.
Jean-Pierre, comunque, continua a trattare Didier come un cane: davanti a tutti, gli impartisce ordini e lo tiene sempre sotto controllo, suscitando lo stupore degli astanti che non riescono a capacitarsi di come si possa trattare in quel modo un altro uomo. Didier, rimasto solo a casa, viene svegliato dall'arrivo di Maria, un'amica del suo "padrone". Quando la donna comincia a muoversi per la stanza, mossa dal bisogno di rimettere un po' a posto il disordine imperante, Didier deve farsi forza per non lanciarsi ad annusarla quando le sue parti intime sono a portata di naso. Maria vorrebbe conversare con Didier che resta sempre muto: quando gli chiede, però, da dove venga, il cane emette un "wooff" che viene scambiato dalla ragazza per un "welsh". "Ah! Gallese....!", esclama. Poi gli prepara qualcosa da mangiare, commentando:"Certo che quello lì ti lascia da mangiare 'sta roba schifosa che sembra cibo per cani!!".
Annabella, la padrona del cane, torna dal Brasile. Non sapendo come spiegarle quello che è successo, Jean-Pierre si inventa una scusa, dicendole che il cane è in campagna e che sta per arrivare. Intanto, prepara Didier per la partita. Partita che dovrebbe essere il suo riscatto sul piano lavorativo, fino a quel momento completamente fallimentare.
Quando Annabelle, stufa dei rinvii di Jean-Pierre e sospettosa, irrompe dall'amico, si vede assalita a slinguate da un giovane sconosciuto. Immediatamente, riconosce lo stile del "suo" cane: "Didier!!!", esclama senza grande sorpresa. "Sapessi quante cose anche più strane ho visto in Brasile", commenta quando Jean-Pierre cerca di scusare il suo comportamento.
Il giorno in cui Didier viene messo alla prova sul campo da gioco, si lancia sul pallone con uno scatto impareggiabile. Peccato però che poi non molli il pallone neanche per passarlo ai suoi compagni di squadra. Inseguito da tutti, provoca un caos generale. Jean-Pierre perde alla fine anche quel lavoro e si ritrova mogio alla fine con Didier e Maria. La ragazza cerca di rincuorarlo e i due, finalmente, si dichiarano il loro affetto reciproco. La luna torna a brillare nel cielo. E Didier, improvvisamente, torna cane. Un cane che trova la voce.

## Produzione
Il film fu prodotto dalla Katharina (con il nome Katharina/Renn Productions), Renn Productions (con il nome Katharina/Renn Productions), TF1 Films Production, Chez Wam e con la partecipazione di Canal+.

## Distribuzione
Distribuito in Francia dalla AMLF, il film uscì nelle sale cinematografiche francesi il 29 gennaio 1997. In Italia, è stato distribuito il 4 giugno 1999.

## Riconoscimenti
- Premi César 1998
  - Miglior opera prima